# Adlerhorst

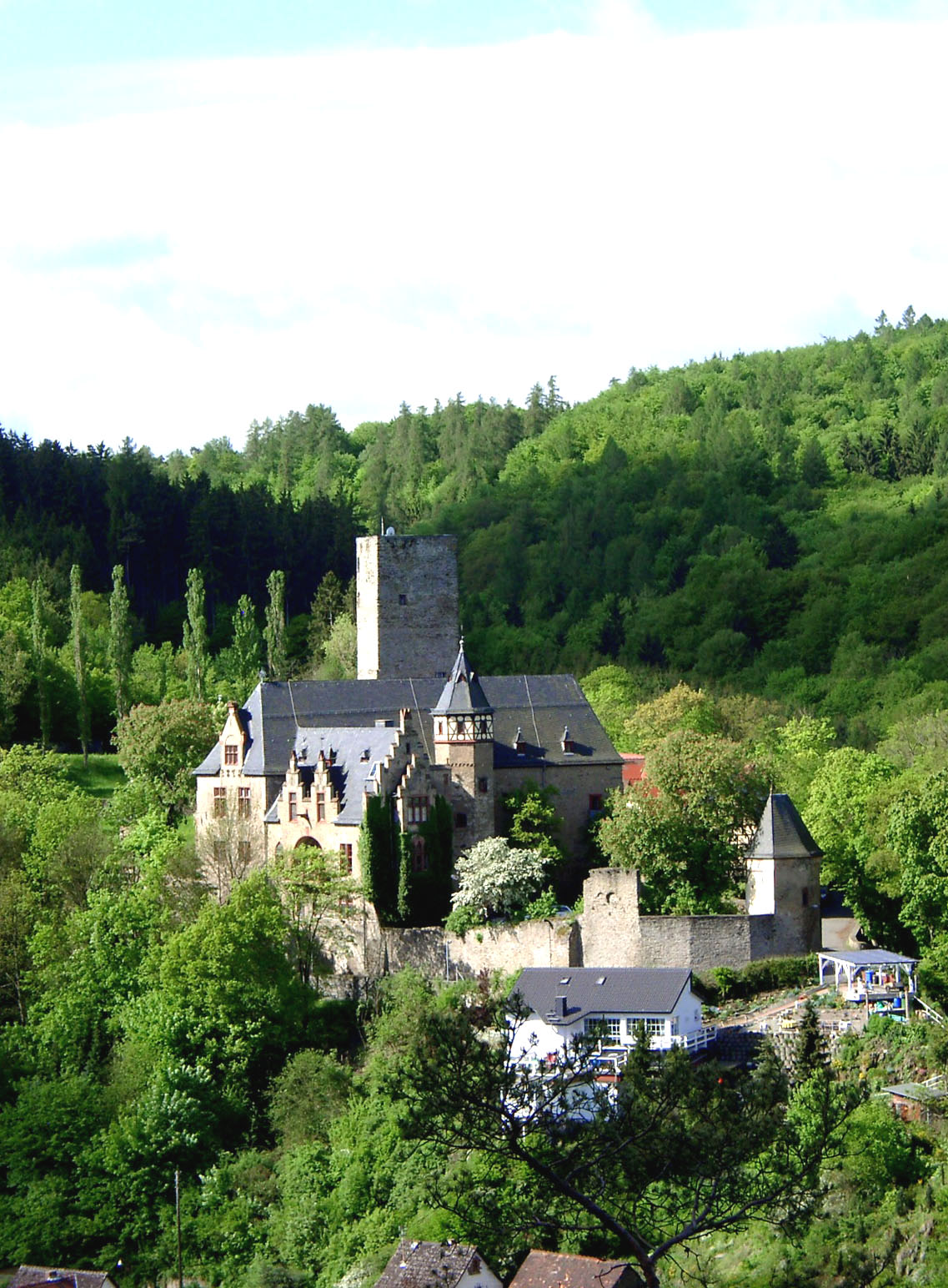
Le château de Kransberg, derrière lequel le complexe d'Adlerhorst a été construit, et sous lequel un complexe de bunkers a été construit.

Adlerhorst (« nid d'aigle ») était un complexe de bunkers militaires allemands de la Seconde Guerre mondiale , situé dans la zone rurale de Langenhain-Ziegenberg, Wiesental Wetterau et Kransberg dans les montagnes du Taunus, dans l'État de Hesse dans l'ouest de l'Allemagne. 
Conçu par Albert Speer comme le principal Führerhauptquartier, ces complexes fortifiés de commandement militaire d'Adolf Hitler, l'Adlerhorst fut réaffecté par ce dernier en février 1940 à Hermann Göring, comme quartier général de la Luftwaffe pour la bataille d'Angleterre. Il servit de quartier-général d'Hitler uniquement pendant l'offensive des Ardennes, de décembre 1944 à janvier 1945. 

## Contexte

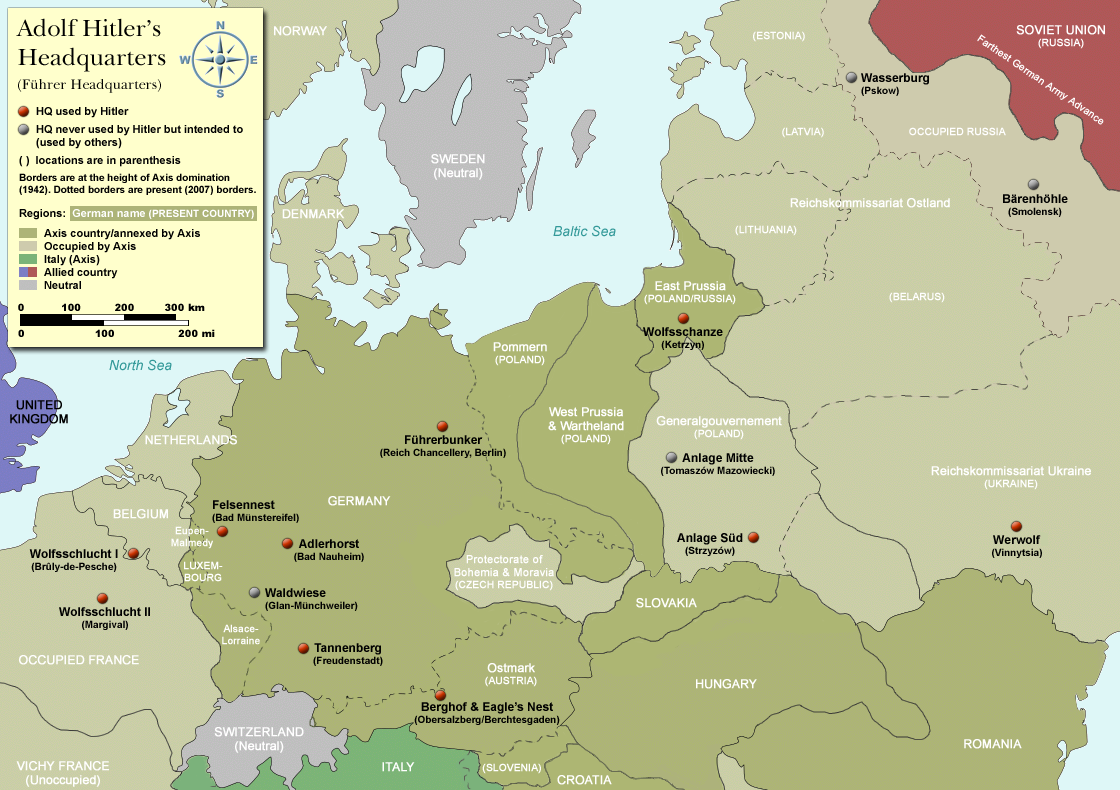
Carte montrant l'emplacement d'Adlerhorst et d'autres quartiers généraux du Führer à travers l'Europe

Il n'y avait pas de quartier général officiel du Führer avant la Seconde Guerre mondiale, car Hitler utilisait soit des complexes militaires existants, soit des installations mobiles à proximité des lignes de front. Selon les plans développés par Martin Bormann et les plans architecturaux d'Albert Speer, une série de complexes de commandement pour le Führer furent construits, les Führerhauptquartiers. Les plus connus étaient le Führerbunker à Berlin, le complexe du Berghof à Berchtesgaden en Haute-Bavière et le Wolfsschanze près de Rastenbourg en province de Prusse-Orientale.
Une noble autrichienne, Emma von Scheitlein, acquit le château de Kransberg dans le village homonyme en 1926 et l'utilisa pour des événements mondains. Choisi en raison de son emplacement central pour être proposé comme le principal quartier général de commandement militaire d'Hitler, le gouvernement nazi se l'appropria en 1939. Speer débuta immédiatement son aménagement, en concevant une infrastructure de qualité militaire, bien camouflée et conçue pour s'adapter à son environnement.

## Construction
Le complexe principal était composé de sept chalets (Haus), dans un ensemble très boisé au-delà de l'entrée principale du château[réf. nécessaire]. Bien que chaque bâtiment ait été conçu comme un bunker capable de résister à un raid aérien avec des murs de béton épais d'un mètre, chacun avait l'apparence d'un chalet en bois traditionnel local de style Fachwerk (à colombages), avec des lucarnes au deuxième étage et des paniers de fleurs sous un toit en tuiles incliné. À l'intérieur, chacun fut meublé dans un style allemand traditionnel avec des planchers en chêne, des panneaux muraux en pin, des meubles rembourrés en cuir et décoré avec des lampes murales à abat-jour à franges, des tentures murales représentant des scènes de chasse ou des batailles teutoniques et un ensemble de bois de cerf. 
Les chalets étaient numérotés et répartis comme suit [réf. à confirmer]:   

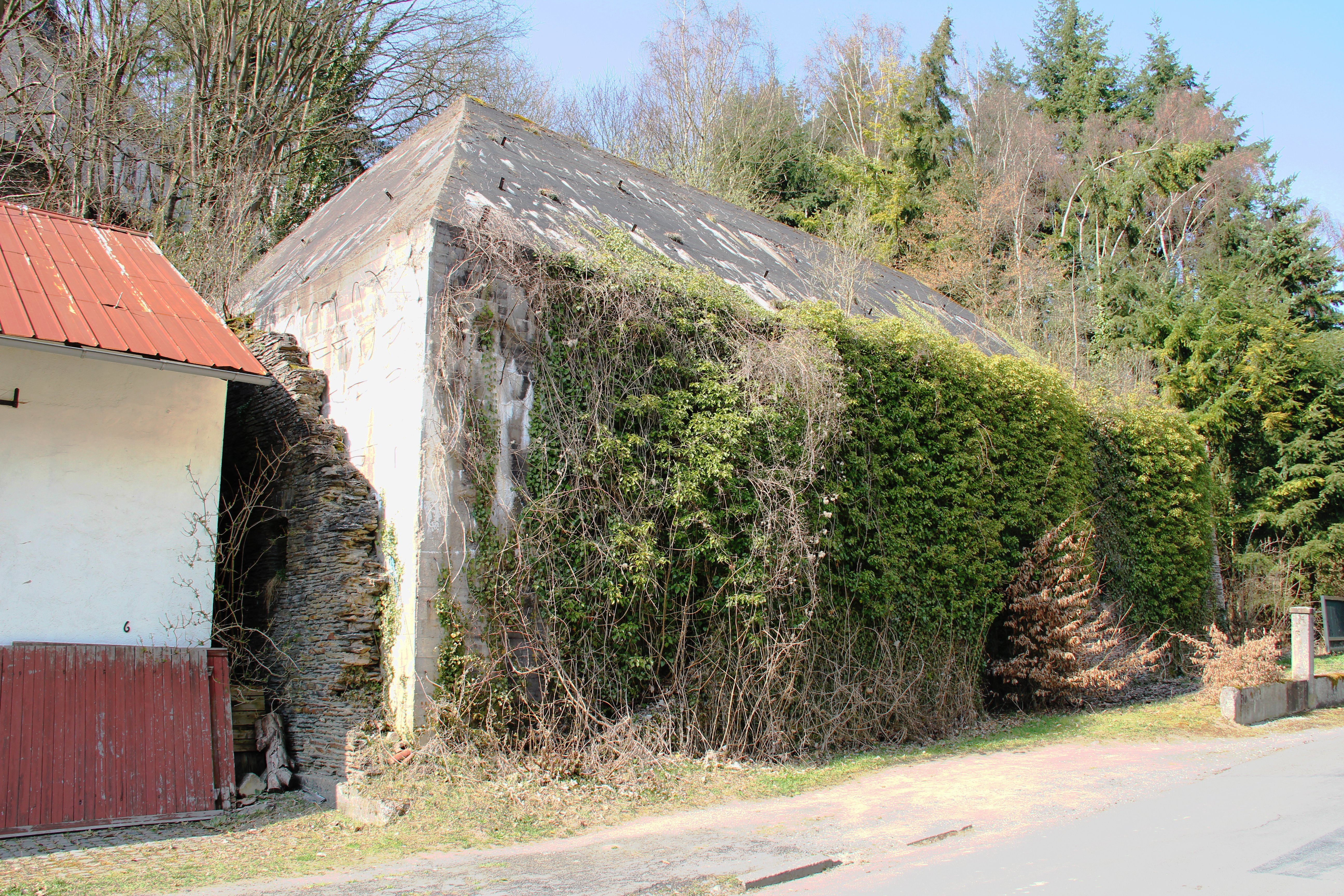
Vestiges d'une maison de garde alternative au complexe d'Adlerhorst. Notez le toit en pente et l'échelle du bâtiment, et le mur de pierre à moitié démoli jusqu'au mur d'extrémité gauche. Ce complexe d'entrée était à l'origine camouflé pour ressembler à un chalet en bois à pan de bois.

- Haus 1 : la maison du Führer. Conformément aux préférences d'Hitler, elle n'était pas plus luxueuse que les six autres.
- Haus 2 : aussi appelé le « Casino », c'était la terminologie militaire allemande pour un club d'officiers. En plus d'un salon et d'un café au rez-de-chaussée et de chambres au deuxième étage, le bâtiment comprenait une entrée au bunker situé en dessous, donnant un accès immédiat à une salle d'opérations sécurisée et à un centre de communication codée.
- Haus 3 : la maison de l'Oberkommando der Wehrmacht (OKW), conçue comme la résidence du général commandant et qui pendant son utilisation hébergea Rundstedt, Jodl, Kesselring, Göring et Keitel.
- Haus 4 : connue comme la « maison des généraux », elle fut occupée par le deuxième échelon de l'état-major, dont Manteuffel, Schörner et Guderian.
- Haus 5 : la prétendue Pressehaus, maison de la presse, elle était occupée par une branche du ministère de la Propagande de Goebbels.
- Haus 6 : la résidence des Reichsleiters, elle offrait un logement aux dirigeants politiques de haut rang, tels que Martin Bormann, Alfred Rosenberg et Robert Ley, qui sont venus consulter et conseiller le Führer.
- Haus 7 : la Wachhaus, le plus grand bâtiment du site, conçu pour abriter les bureaux du Führer et ses gardes du corps, son secrétariat et son personnel de maison. Construit au sommet d'une des bases du bunker, le bâtiment était relié au château par un passage fortifié de 800 mètres de long. Le bunker avait un mur exposé, camouflé comme un mur de soutènement en pierre. Pour ajouter de l'authenticité, des vignes furent plantées et poussèrent sur ce mur de pierres.

Situé dans le village même, se trouvait le plus grand bâtiment du complexe, le Kraftfahrzeughalle, un garage automobile fortifié. Même si son objectif était purement militaire, en plus d'être un garage pour une grande flotte de limousines blindées, de camions de pompiers, de bus et d'ambulances, il avait également un logement de style Fachwerk (à colombage) pour les familles du personnel qui lui était affecté [réf. à confirmer]. Au-dessus du château et de l'enceinte, situé au nord dans les collines, se trouvait un dépôt camouflé de la Wehrmacht [réf. à confirmer].   
Pour construire le complexe rapidement et à sans que les résidents locaux n'en connaissent l'usage, des travailleurs du bâtiment de l'organisation Todt furent amenés d'autres régions. Toute la zone était entourée de batteries antiaériennes camouflées, construites d'abord pour détourner les soupçons sur l'importance du site. Il fut dit aux habitants qu'il s'agissait d'une extension de la zone de défense aérienne de Bad Münstereifel. On ne trouva aucune preuve dans les archives d'après-guerre soutenant que cette dissimulation lors de la phase de construction du complexe ne fut pas réussie. Aucune note ni aucun briefing ne fut découvert suggérant que le but de la construction ou son importance furent connus au-delà du cercle restreint d'Hitler [réf. à confirmer].   

## Les opérations
Pendant la construction d'Adlerhorst, Hitler avait utilisé le château pour planifier certaines des premières campagnes occidentales allemandes, y compris la bataille de France et la route vers Dunkerque  [réf. à confirmer].  
Après l'achèvement de la construction, une approbation rapide a été donnée pour l'exploitation. Cependant, après une visite d'Hitler en février 1940, il la rejeta comme  base opérationnelle, car il la jugeait trop somptueuse pour son goût spartiate (et son image d'homme du peuple). Ainsi, Speer fut invité à adapter le complexe pour répondre aux besoins d'une utilisation par la Luftwaffe, et en particulier pour servir de quartier général à Hermann Göring pendant l'opération Lion de mer, visant à envahir  la Grande-Bretagne. 
La directive no 16 d'Hitler (l'ordre initiant cette opération) fit d'Adlerhorst (le nid d'aigles) de Ziegenberg le siège de l'opération Lion de mer. La directive ordonna que les quartiers-généraux de chacun des services s'installent à proximité. L'armée et la marine devaient occuper des locaux communs au quartier général de l'armée à Giessen tandis que la Luftwaffe devait déplacer son train quartier-général à Ziegenberg, situé au nord de Francfort, à 32 km de Giessen, mais il était habituel à l'époque que le quartier général des forces armées allemandes soit séparé par des distances allant jusqu'à 50 km lors d'une opération d'envergure. Par exemple, le siège de Goering était situé à 50 km de Felsennest, le QG d'Hitler lors de l'invasion de la France (10 mai-6 juin 1940). Cette distance ne nuisit pas à la réussite de l'opération. Bien qu'Hitler ne se soit pas déplacé vers le Führerhauptquartier construit à cet effet, il aurait pu le faire si le plan avait été mis à exécution. Les 1100 hommes de sa protection rapprochée, le Fuhrer-Begleitbataillon, plus un détachement antiaérien de 600 hommes de la Luftwaffe, s'installèrent à Adlerhorst le 5 juillet 1940 en prévision de l'arrivée d'Hitler. Ils n'en sont partis que le 25 novembre 1940. 
Lorsque les plans d'invasion de la Grande-Bretagne ont été abandonnés au profit de l'opération Barbarossa, l'invasion de l'Union soviétique, le château et le complexe furent utilisés comme centre de réadaptation pour les soldats de tous les rangs, et affectés comme retraite personnelle de Göring.  

### Offensive des Ardennes
Après le Complot du 20 juillet 1944 visant à assassiner Hitler et l'abandon du Wolfsschanze en Prusse-Orientale en raison des avancées de l'Armée rouge, Hitler avait besoin d'une nouvelle base d'opérations militaires pour la prochaine offensive des Ardennes. 
Adlerhorst avait reçu une sécurité supplémentaire depuis 1943. Pour se fondre dans la colline boisée de pins et défier une détection aérienne, la plupart des chalets furent camouflés en faux arbres à feuilles persistantes. À partir d'octobre 1944, Adlerhorst était également devenu le quartier général du commandant en chef de l'OB Ouest, Gerd von Rundstedt. 
Hitler est arrivé à la gare de Giessen dans le  Führersonderzug, son train personnel, le 11 décembre 1944, s'installant dans le Haus 1 jusqu'au 16 janvier 1945[réf. à confirmer].   Rundstedt, qui devait commander l'opération Wacht am Rhein, (offensive des Ardennes) installa son quartier général près de Limbourg, en Belgique, assez près pour que les généraux et les commandants du Panzer Corps qui planifiaient l'attaque, se rendent à Adlerhorst en convoi d'autobus opéré par la SS ce soir-là. Le château étant utilisé comme logements supplémentaires, la majorité des généraux s'installèrent dans le Haus 2 (le Casino). Parmi eux figuraient les généraux Jodl, Keitel, Blumentritt, Manteuffel et le général colonel SS Sepp Dietrich. Rejoint par Hitler, Rundstedt a parcouru les plans à 05h00 du matin le 15 décembre, plan qui prévoyait l'attaque par trois armées allemandes composées de plus de 250 000 hommes. Croyant aux présages et aux succès de ses premières campagnes de guerre qui avaient été planifiées à Adlerhorst, Hitler se réjouit des premiers succès des batailles, faisant de longues promenades dans la pinède, régalant son équipe avec ses plans et aspirations pour l'après-guerre[réf. à confirmer]. 
Peu de temps après Noël, Göring arriva et s'installa au château. Après un briefing extrêmement décourageant au Casino, il suggéra en privé à Hitler qu'une trêve soit recherchée via ses contacts suédois. Hitler entra alors dans une rage folle et, après avoir menacé de faire comparaître Göring devant un peloton d'exécution, le retira, mentalement, comme son potentiel remplaçant à la fonction de  Führer [réf. à confirmer] .  

### Opération Nordwind
Après avoir prononcé son discours du Nouvel An à la Pressehaus, Hitler retourna à la Haus 1 pour fêter la nouvelle année avec ses amis proches et son équipe de secrétariat. À 04h00, il se rendit au Casino pour assister au développement de l'opération Nordwind, sa contre-offensive lancée ce jour même du Nouvel An [réf. à confirmer].   
À minuit, neuf divisions Panzer du groupe d'armées G commandées par le généraloberst Johannes Blaskowitz avaient monté une attaque tous azimuts sur Bastogne. Ensuite, une fausse attaque de diversion fut montée par huit divisions allemandes du groupe d'armées du Rhin supérieur (Heeresgruppe Oberrhein) commandées par Heinrich Himmler, contre la 7e armée américaine et la 1re armée française, qui était une ligne assez fine et étirée sur 110 kilomètres de long près de Lembach dans les Hautes Vosges en Alsace, 190 km au sud-est. 
Cette ligne de défense avait été affaiblie par le général américain Dwight D. Eisenhower, qui avait ordonné que des troupes, du matériel et des fournitures renforcent les armées américaines engagées dans la bataille des Ardennes. En cas de succès, l'opération allemande aurait ouvert la voie à l'opération Zahnarzt (en), une avancée majeure prévue à l'arrière de la 3e armée américaine. 
Cependant, ayant craqué les machines à code Enigma, chaque manœuvre allemande était soit anticipée par les Alliés, soit flanquée d'un contre-mouvement. Cela entraîna une amère campagne d'attrition qui fut perdue à partir du 25 janvier, les Allemands n'ayant plus d'hommes, d'équipement ou d'approvisionnement de remplacement [réf. à confirmer].   

### Abandon et tentative de démolition
Le 6 janvier 1945, une bombe blockbuster fut larguée sur Ziegenberg par un bombardier allié de retour d'une mission de bombardement, endommageant l'église et plusieurs maisons et tuant quatre habitants. L'offensive des Ardennes ayant échoué, et sans nouveaux plans militaires ni ressources pour les mener à bien, le haut commandement militaire allemand reconnut la perte du front occidental. Hitler quitta Adlerhorst le 16 janvier 1945 pour le Fuhrerbunker à Berlin qu'il ne quittera plus. 
Ayant été nommé commandant de l'OB West le 11 mars, Kesselring ordonna le 17 mars que tous les documents classifiés et l'équipement sensible soient retirés du château, déménageant lui-même et le centre de commandement vers la maison de l'OKW. Le 19 mars, les Alliés, une fois alertés de l'objectif initial du complexe, et ne sachant pas si Hitler y était toujours, soumirent le château et ses environs à un bombardement aérien de 45 minutes par un escadron de P-51 Mustangs. Cela entraîna la mort de 10  civils, et le château et de nombreux bâtiments environnants furent endommagés, détruits ou incendiés [réf. à confirmer].   
Le 28 mars, avec l'armée américaine à seulement 19 km, en utilisant tous les véhicules disponibles du garage, Kesselring ordonna à tous les employés civils et aux familles des militaires d'évacuer. Les troupes allemandes reçurent ensuite pour instruction de dynamiter le complexe du Führer [réf. à confirmer].   

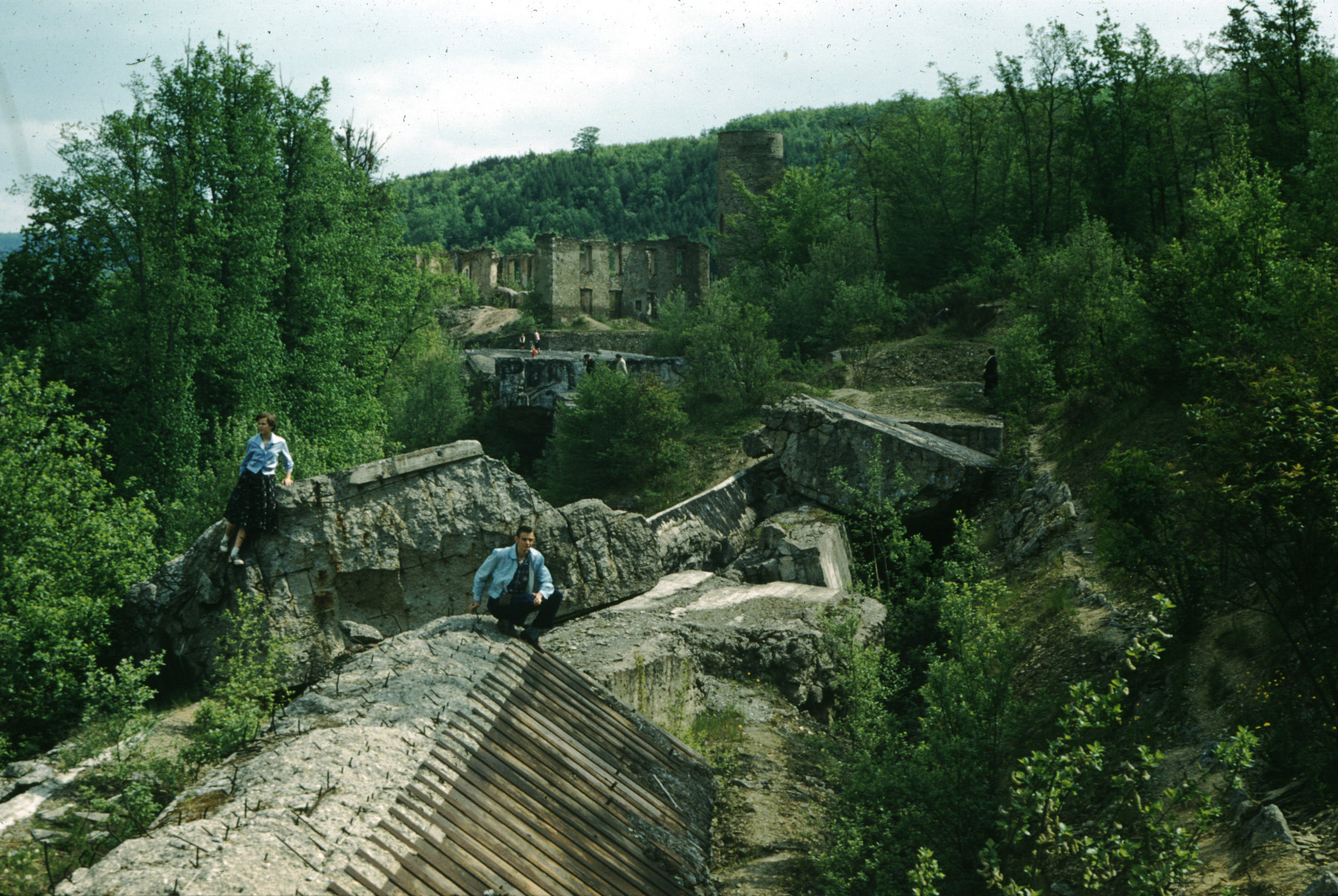
Adlerhorst & Ziegenberg 1956

## Capture par les forces alliées
Le château et le village furent capturés par des unités de l'armée américaine le 30 mars 1945. Ils trouvèrent alors le complexe comme un ensemble indistinct de bunkers de béton incendiés, sans ressemblance avec la conception originale des « maisons de campagne en bois ». Mais pour une raison inconnue, le Wachhaus et le Pressehaus échappèrent à la démolition, tous deux bien conservées et avec un accès au complexe de bunkers d'Adlerhorst. 
Peu de temps après, un centre de détention anglo-américain (opération Dustbina) fut déplacé de Paris et installé dans certaines parties du complexe pour les prisonniers de guerre allemands de haut rang mais non militaires, opération concentrée sur les principaux industriels, scientifiques et économistes allemands ; parmi les personnes interrogées ici figuraient Hjalmar Schacht, Wernher von Braun, Ferdinand Porsche, les dirigeants du conglomérat chimique IG Farben et de nombreux dirigeants techniques, financiers et industriels. La personne de plus haut rang retenue dans le complexe était son concepteur, Albert Speer,

## Aujourd'hui

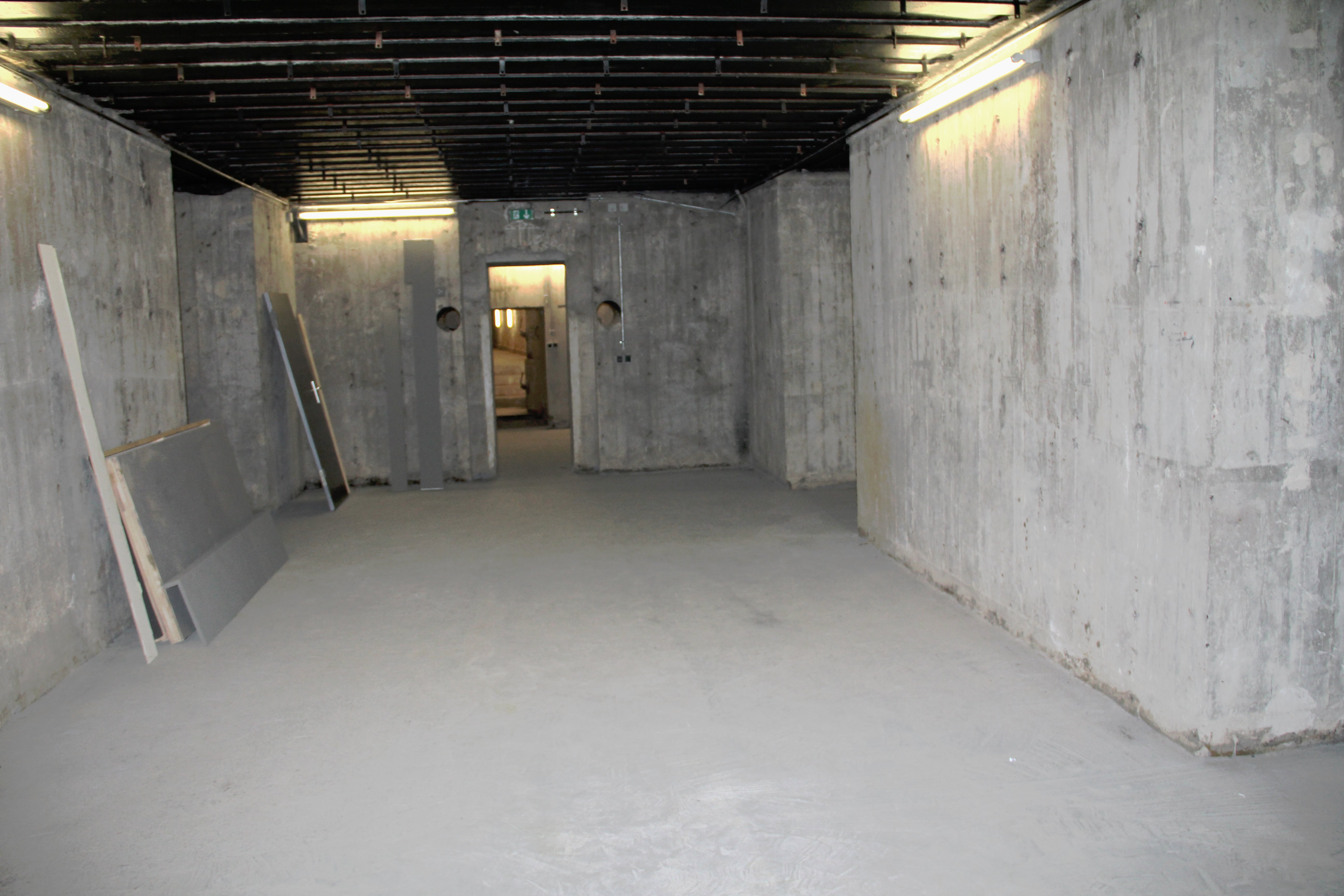
À l'intérieur du bunker sous le château de Kransberg, partie d'Adlerhorst

La majeure partie du château était en ruine après la guerre, mais en 1956, l'organisation Gehlen, l'unité de renseignement américano-allemande qui devint plus tard le noyau du Bundesnachrichtendienst, y emménagea. Il a ensuite été suivi par le 5e corps d'armée américain, qui y opéra une académie pour sous-officiers, et par les unités de renseignement américaines qui dirigèrent une grande partie du réseau d'espionnage en Allemagne de l'Est communiste depuis le château. Après une tentative ratée de restauration dans les années 1960, en 1987, avec l'aide de l'armée américaine, la structure du château fut reconstruite, les murs en pierre étant recouverts de stuc. Rendu au gouvernement allemand réunifié en 1990, il a ensuite été vendu à des membres de la famille du propriétaire d'avant-guerre et converti en appartements de luxe à partir de 1991 [réf. à confirmer].   
Le Wachhaus et le Pressehaus sont tous deux conservés, le Pressehaus étant une réplique presque exacte du Führerhaus. 
Le garage automobile, la Kraftfahrzeughalle, n'a pas été démoli. Il a été occupé pendant deux ans après la guerre par un bataillon d'ingénieurs militaires de l'armée américaine. Transformé en hôpital militaire américain en 1977, il fut restitué au gouvernement ouest-allemand la même année. Le hall principal à colombage est toujours debout et est actuellement occupé par des bureaux et des petites entreprises [réf. à confirmer]   
Les fondations de plusieurs des maisons du complexe ont été recyclées pour la construction de maisons et d'entreprises modernes, la fondation de la maison OKW étant désormais le sous-sol d'un hôtel et d'un bar nommé Gasthaus Adlerhorst [réf. à confirmer].   

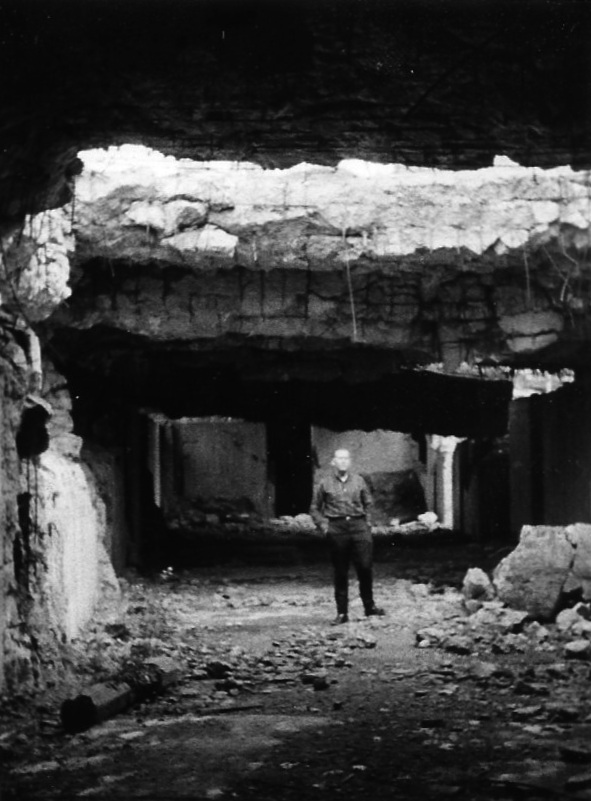
Bunker d'Adlerhorst en 1961

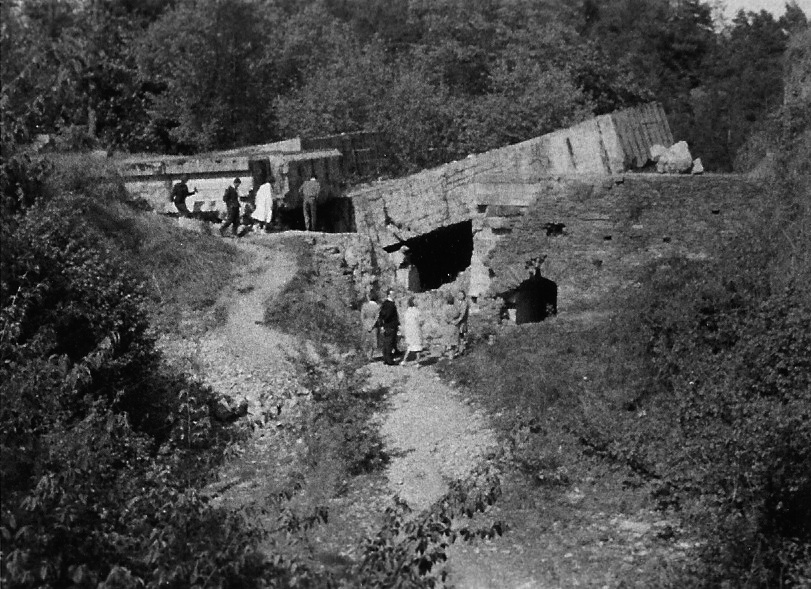
Bunker d'Adlerhorst 12956

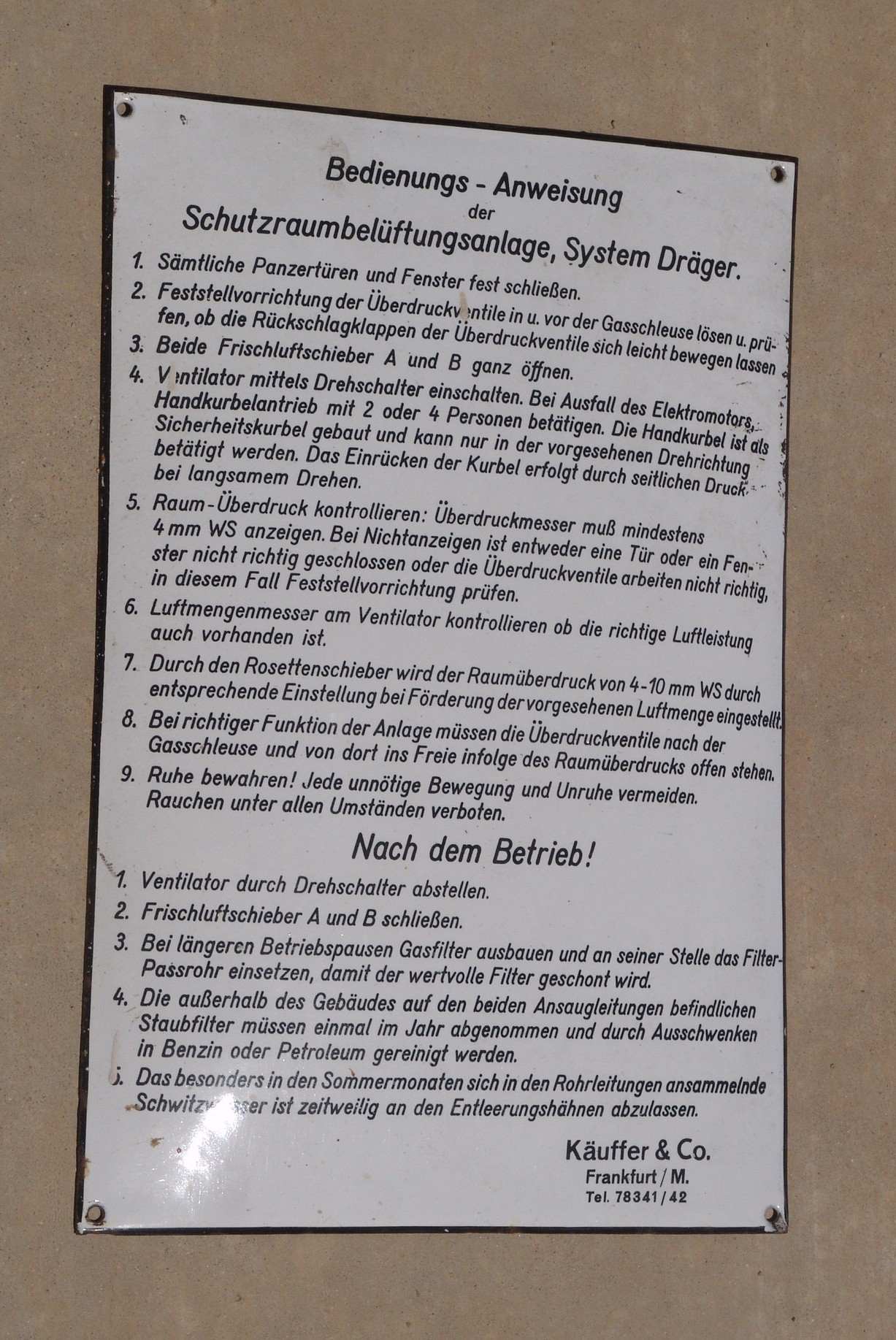
Panneau retiré du bunker d'Adlerhorst en 1957